# Germans Wright

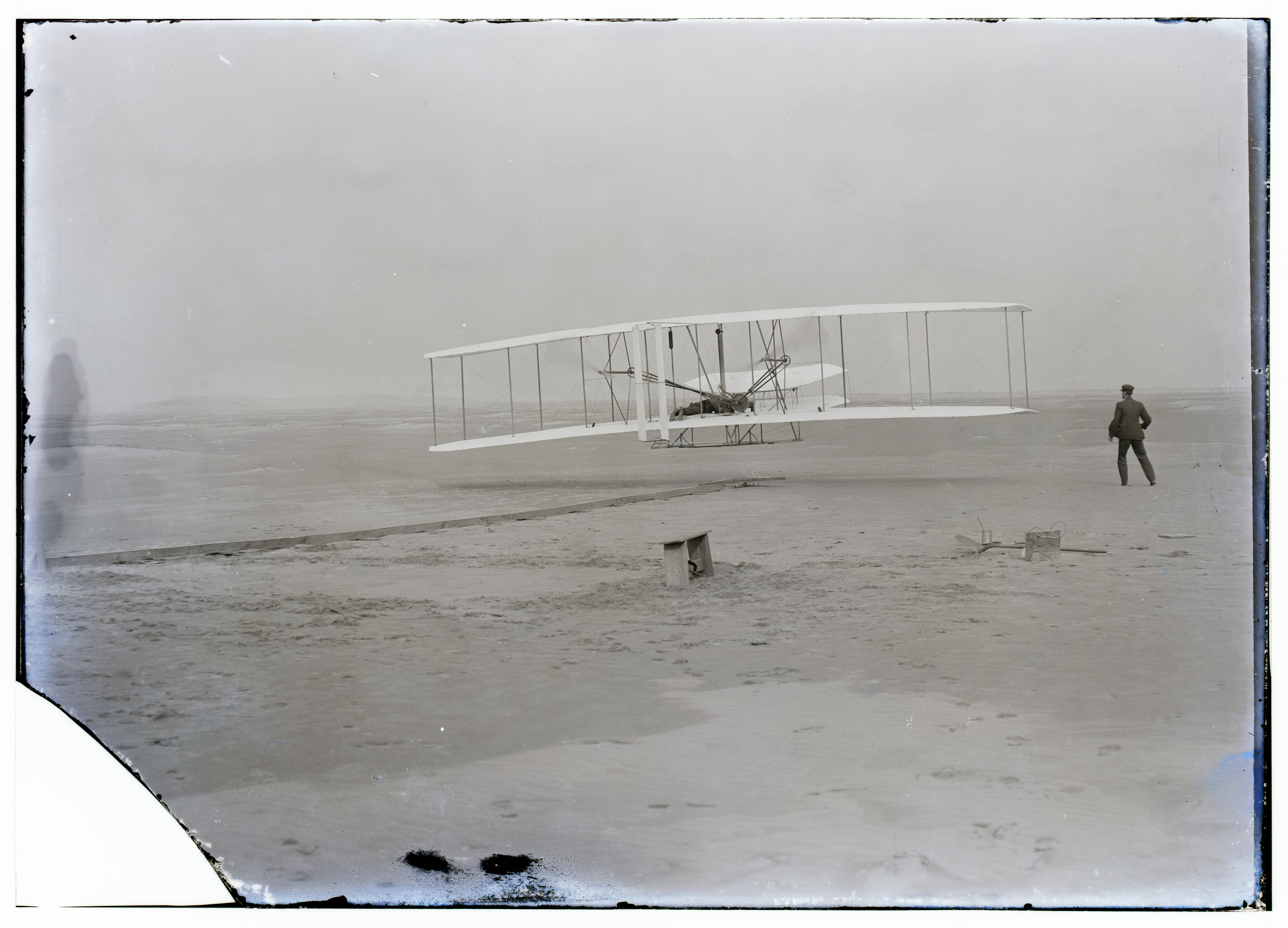
Fotografia original del primer vol amb motor de la història, el 17 de desembre de 1903. Als comandaments Orville Wright, a la dreta, el seu germà Willbur.

Encara que els treballs que van portar al desenvolupament i èxit del primer avió tripulat els van realitzar de forma simultània uns quants investigadors i inventors, es considera els germans nord-americans Orville (1871-1948) i Wilbur Wright (1867-1912), fabricants de bicicletes que van treballar junts en el desenvolupament de l'aeronàutica, com els inventors del primer avió pràctic que va volar.
El seu primer vol va ser el 17 de desembre de 1903, a Kitty Hawk, a bord del Flyer I i va durar dotze segons. Tres anys més tard farien el primer vol amb un passatger, en el que van recórrer quatre quilòmetres. El 17 de setembre de 1908 l'avió dels germans Wright va tenir un accident en què va morir el tinent T.E. Selfridge sent aquest el primer accident mortal de la història de l'aviació.
Realment la seua gran aportació al vol va ser el control de viratge mitjançant els alerons. Fins llavors els avions existents eren difícils de controlar perquè no s'havia considerat la necessitat d'inclinar les ales per a canviar de direcció.
Un treball metòdic i minuciós va establir les bases per al vol d'aparells més pesants que l'aire. Van arribar a construir el primer túnel aerodinàmic per mesurar la sustentació que produeixen diferents perfils amb distints angles d'atac.
Van fer volar controladament un aeroplà de 350 kg, construït amb els pesants materials de l'època, amb un motor de només 19 cavalls (actualment un ULM semblant, de 200 kg, vola amb 50 cv.). És important recordar que també van haver d'aprendre a pilotar i molt bé, perquè les reproduccions actuals del Flyer I volen amb dificultat en mans d'experts pilots.
Van ser molt famosa la seva cursa per avançar els pioners francesos de l'Aéro-Club de France, com Santos-Dumont, Ernest Archdeacon o Henri Deutsch de la Meurthe, amb els quals va haver-hi una gran rivalitat.

## Història

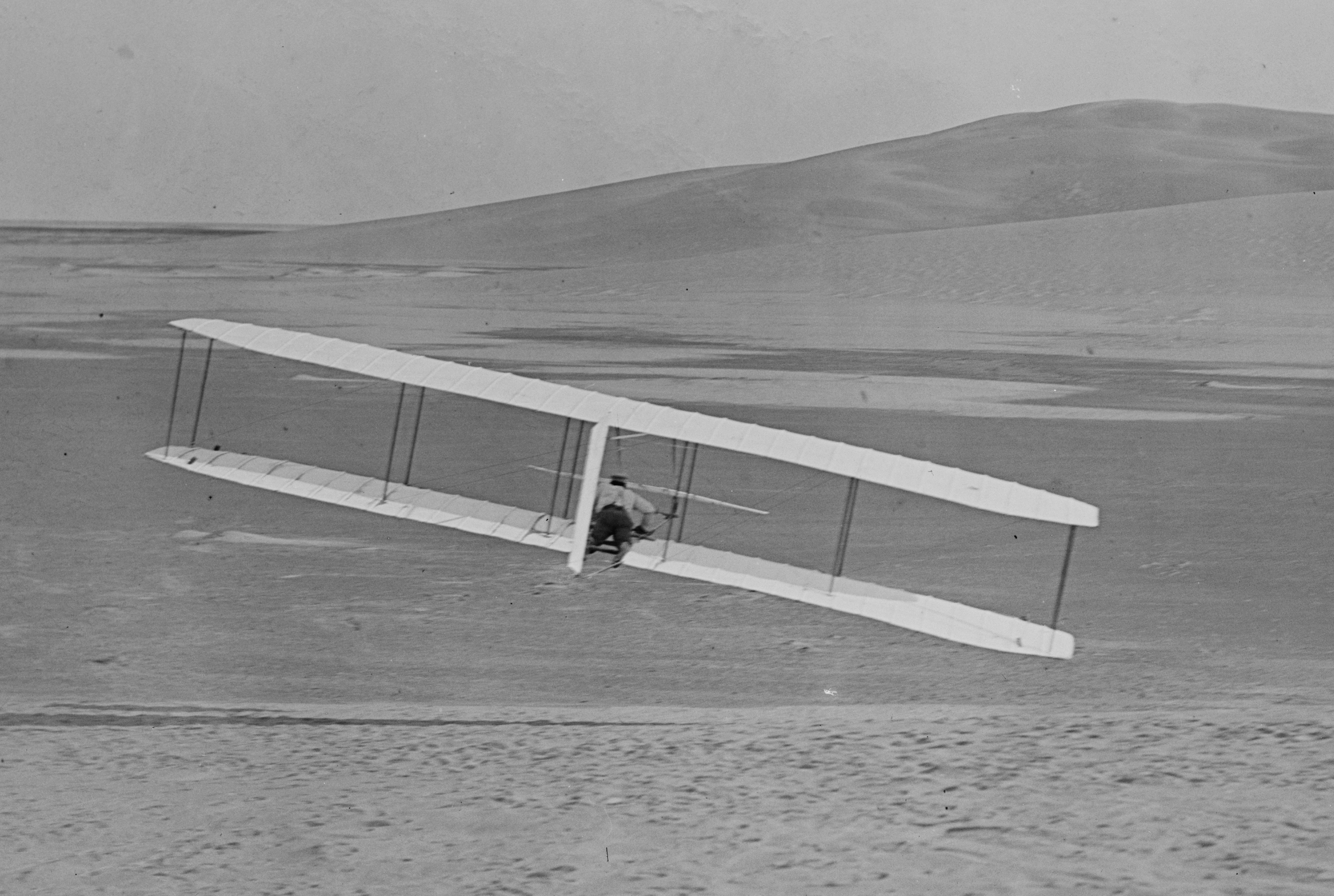
Planador Wright 1902.

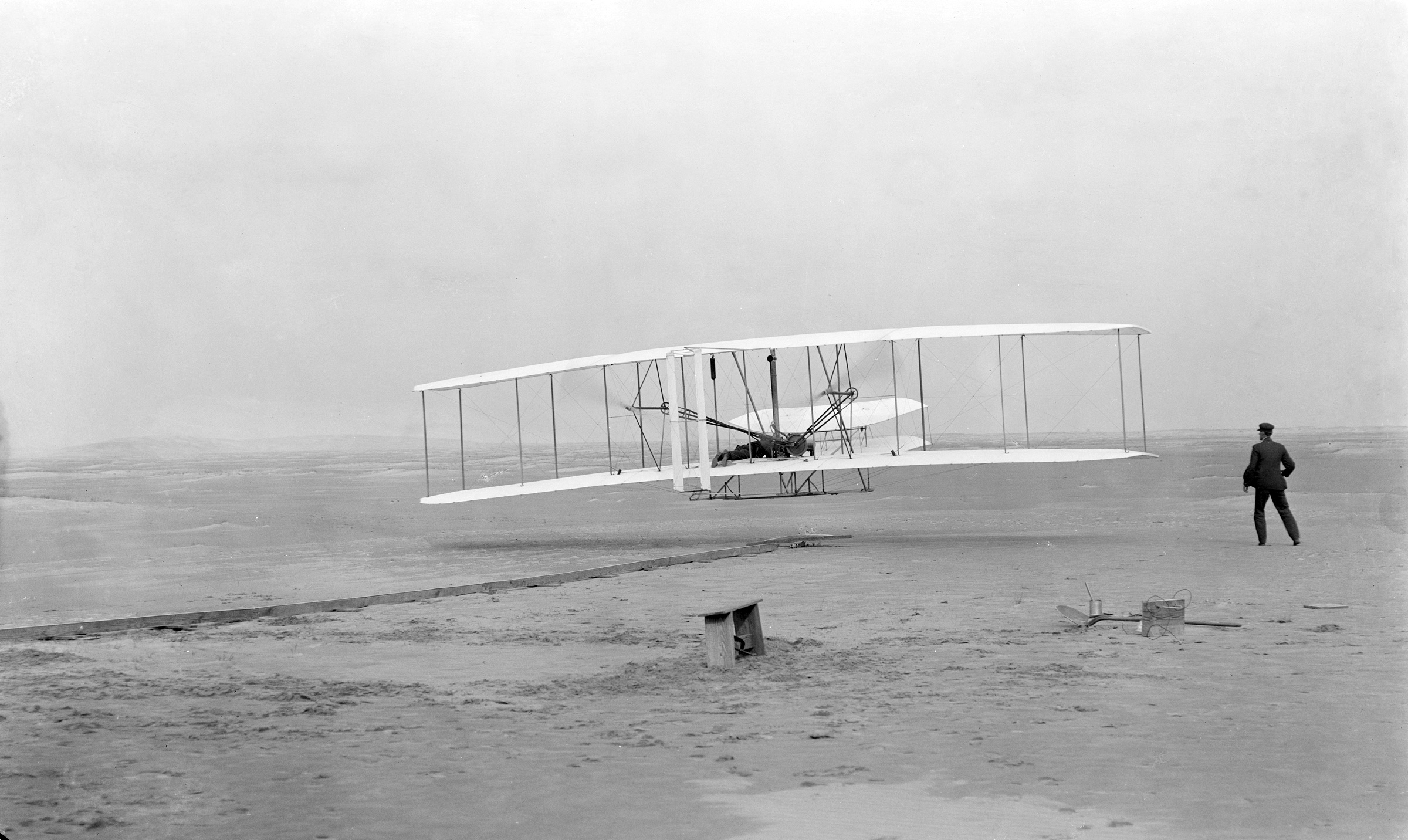
El primer vol motoritzat dels germans Wright el 17 de desembre de 1903 a Flyer.

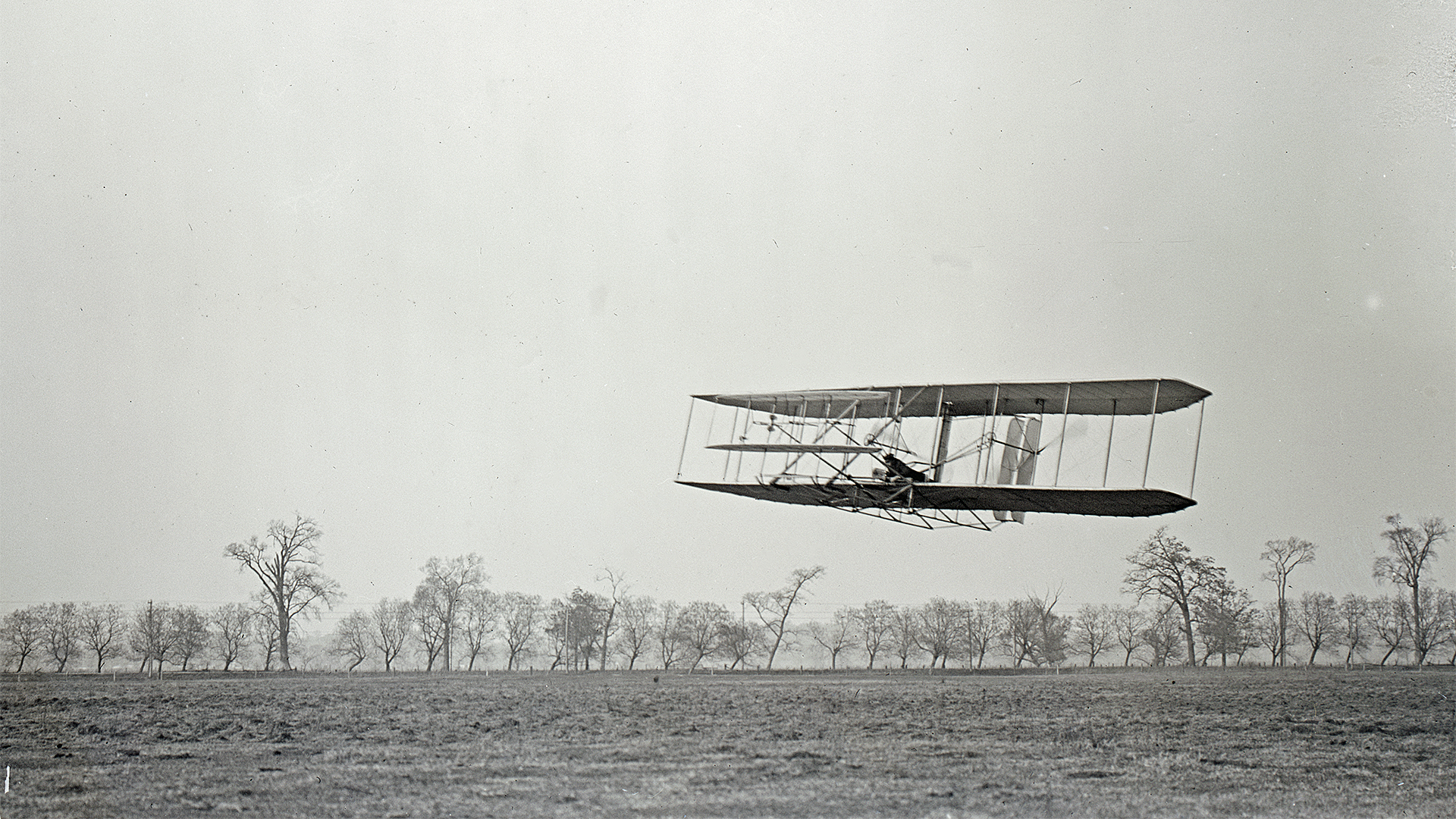
Wright Flyer II a Ohio, 1904.

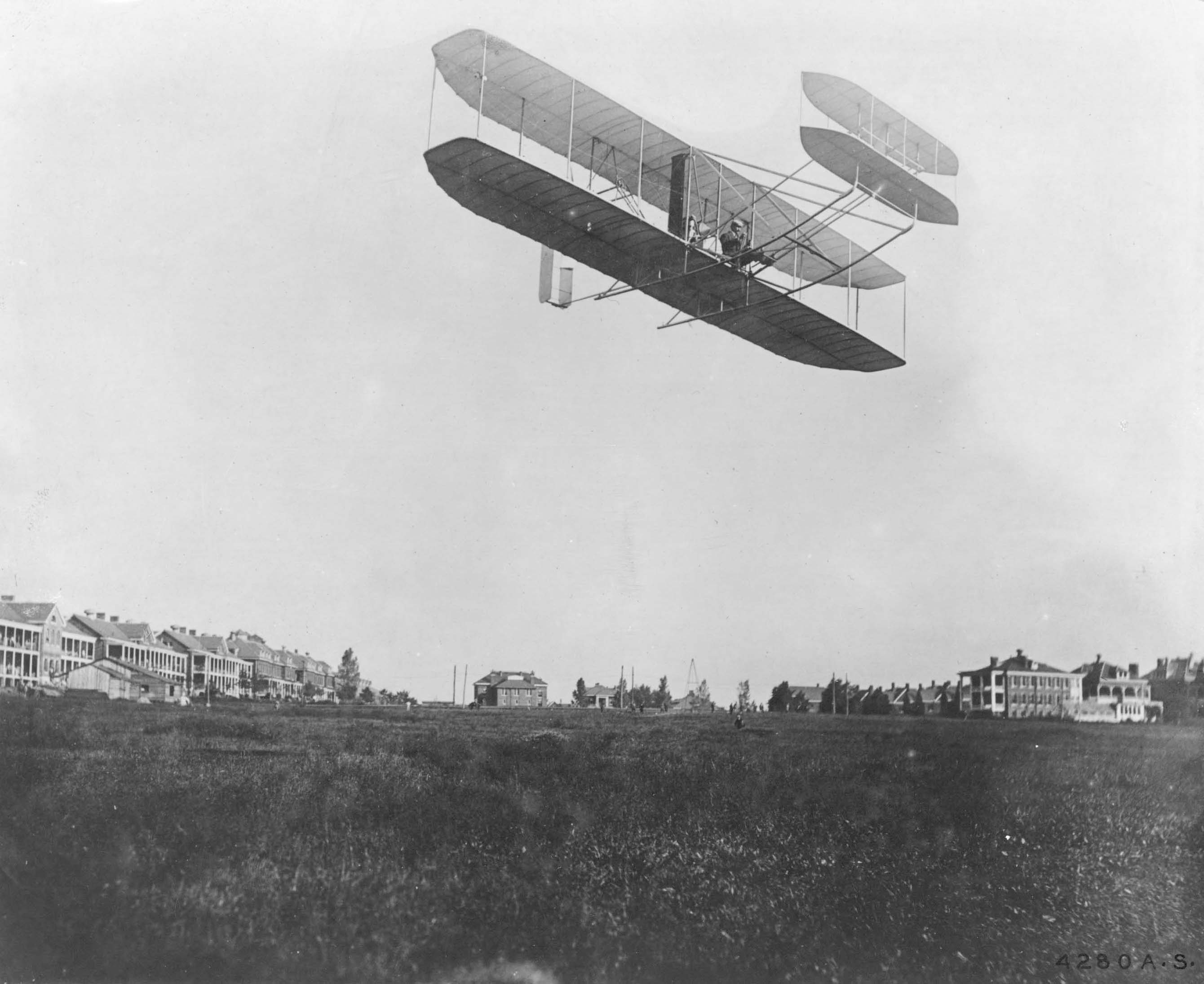
Wright Flyer a Fort Myer, Virgínia el 1908.

Els germans Wright eren de Dayton, Ohio, Estats Units, on tenien un taller de bicicletes. Diu la llegenda que aquests modests fabricants de bicicletes, avorrits al seu taller, van inventar l'avió per casualitat, sense ajuda externa. En realitat, els germans eren enginyers dotats. Es van inspirar en pioners de l'aviació, com Otto Lilienthal o Octave Chanute, per dissenyar el Flyer després de cinc anys d'experiments (estels, planadors, túnel de vent), investigacions i vols de prova.
En conjunció amb Octave Chanute, van crear, l'any 1899, un planador de tipus cel·lular a escala reduïda (Biplà atirantat) i, una innovació important, equipat amb un control de la deformació de l'ala. Aquest planador es prova en vol com un estel, «pilotat» des de terra. Des del principi, i seguint les recomanacions d'Octave Chanute, els germans Wright van comprendre la importància i la necessitat de l'experimentació i el control del control de la màquina.

### Primers planadors de 1900 i 1901
L'any 1900, van produir un planador més gran (envergadura de 5,30 metres), capaç de portar un pilot. Aquest planador, que tenia una superfície de control de pas col·locada a la part davantera, es va provar per primera vegada com a estel i després va volar per primera vegada el 20 octubre de 1900. Aquestes proves de vol en planeig van comportar modificacions: per a més sustentació, es va augmentar l'envergadura a 6,70 m. Per quantificar els efectes de l'envergadura i el perfil sobre la sustentació de l'ala, van construir un petit túnel de vent al seu taller l'any 1901.

### Wright 1902 planador, la invenció del pilotatge de tres eixos
Els vols de 1901 van mostrar la necessitat d'augmentar encara més l'envergadura (portant-la a 9,75 m) i d'instal·lar un timó, situat a la part posterior, per controlar la trajectòria. Gràcies a aquesta modificació que va convertir la seva vela en la primera màquina voladora controlada pels tres eixos, van aconseguir el 1902 controlar la trajectòria de vol de la seva vela, i van realitzar uns set-cents vols de planeig, amb una longitud de 150 a 200 metres. Encara que poques vegades s'emfatitza, el sistema de control d'aquest planador en realitat representa el gran avanç dels germans Wright en els primers temps de l'aviació.

#### Qui va inventar l'avió?
Es diu que Gustav Weißkopf (també conegut com a Gustave Whitehead), un enginyer bavarès que va emigrar als Estats Units, va fer el primer vol motoritzat el 14 d'agost de 1901 a Bridgeport, Connecticut, Estats Units. Tanmateix, segons la revista Scientific American, no hi ha proves establertes de vol motoritzat i controlat.
A més, el terme Avion va ser afegit a la llengua francesa per iniciativa del govern francès, amb l'objectiu d'honorar el treball de Clément Ader, pioner de l'aviació. De fet, entre els anys 1892 i 1897, Ader va dissenyar uns quants prototips per encàrrec de l'exèrcit francès, que va resultar ser el primer avió motoritzat i orientable del món capaç de volar després de l'enlairament sense assistència externa.

### Flyer
Capaços de dissenyar, construir i pilotar una màquina que vola, els germans Wright van abordar llavors el problema de la propulsió i van construir el seu propi motor i hèlixs al seu taller. Provaran el seu avió, anomenat Flyer, a Kitty Hawk, Carolina del Nord. Després d'un primer intent infructuós de Wilbur, el 14 de desembre de 1903, van fer els seus primers vols motoritzats (en línia recta) el 17 de desembre de 1903. Ferdinand Ferber, conscient de la «gran notícia» va escriure als germans Wright que ell era el comprador d'una de les seves màquines. Li van dir, molt sincerament, que encara no estava a punt. Els Wright van fer només 4 vols en línia recta amb aquest Flyer, a nivell del terra, amb una màquina aparentment més inestable en el pas que el seu planador de 1902. El 14 desembre, el primer intent de vol va acabar al cap de 3 segons amb un aterratge fort. Després de les reparacions, els Wright van fer quatre vols de 30 a 260 m el 17 desembre, tots acabant amb una pèrdua de control del pas seguida d'un aterratge forçat. « Orville també va trobar una profunditat ultrasensible, l'avió aixecant-se i llançant-se boig a la duna, tocant el terra... amb un soroll sord».

### Flyer II
L'any següent, amb un nou avió amb un pilotatge igual de difícil, el Flyer II, van aconseguir fer girs. El 20 setembre 1904, Orville Wright va realitzar el primer vol en circuit tancat de la història.

### El Flyer III vola... secretament
Els primers intents no van ser satisfactoris, però després d'uns quants mesos de desenvolupament, va arribar l'èxit: el Flyer III modificat de 1905 vola millor; van dominar millor la tècnica del gir i van completar un vol rècord de 39 minuts. Aleshores finalment van crear el primer avió que vola correctament, són els pilots i van presentar una sol·licitud de patent que cobreix qualsevol màquina voladora controlada pels tres eixos.
Conscients del seu èxit, i convençuts d'haver inventat l'avió, volen protegir els seus drets. Wilbur sobretot vol guanyar diners amb el seu invent. Per evitar ser copiats, els germans Wright no van convidar cap testimoni ni periodista a donar fe de la realitat del vol motoritzat controlat. No comuniquen cap plànol ni fotografia.
El 1906 i el 1907, molt segurs de si mateixos, els germans Wright van pensar que estaven cinc anys per davant dels altres pioners més pesats que l'aire i que es podien dedicar exclusivament a la gestió (financera) del seu invent. No es fan més vols, a l'espera de la concessió d'una patent. Aquest desig d'ocultació, mantingut pels germans Wright, farà que molts dubtin, de bona fe, de la realitat dels vols del Flyer; aleshores, els Wright hauran de dur a terme vols de qualificació exigents quan s'apropin als clients per vendre el seu invent.

### Flyermodel A
Amb aquest model de dues places més potent, els germans Wright podran mostrar el seu saber fer.

#### Revelació de 1908

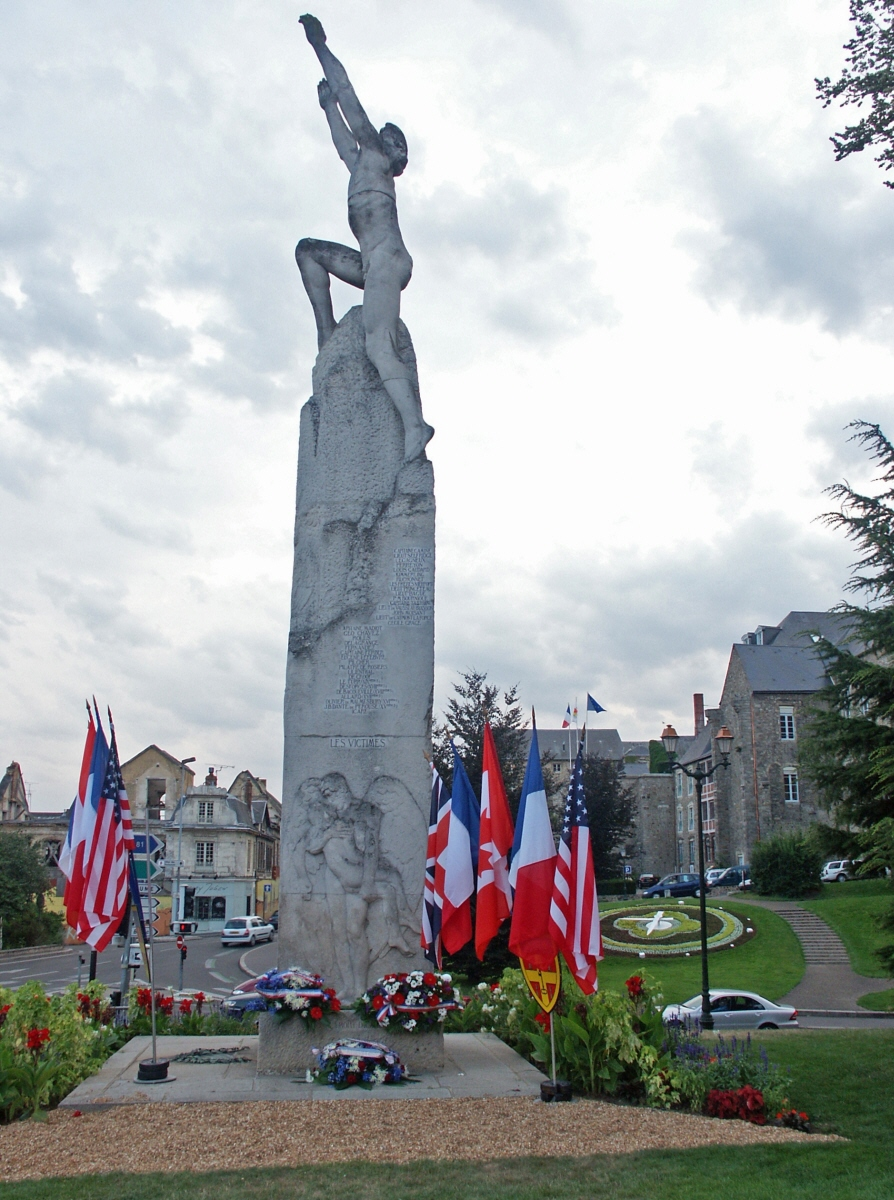
Estàtua en homenatge a Wilbur Wright, a Le Mans, instal·lada a la plaça dels Jacobins fins al 2012 i ara situada al Pont du Greffier prop de la Gare, al llarg de la Sarthe.

Estan en contacte amb l'exèrcit dels EUA. El 1908, Orville Wright va dur a terme manifestacions cada cop més espectaculars al lloc de Fort Myer (Virginia), transportant un passatger en diverses ocasions. Un incident (ruptura de l'hèlix) tindrà una conseqüència tràgica: el 17 de setembre de 1908 el seu avió es va estavellar. El passatger, Thomas Etholen Selfridge, va morir i Orville va resultar greument ferit.
Al mateix temps, s'ha signat un contracte a França amb la Compagnie Générale de Navigation Aerienne de Lazare Weiller per a un acord de llicència sobre el Flyer, subjecte a l'actuació i la formació de tres pilots. Wilbur Wright va portar un «Model A» a França i es va traslladar a Le Mans el 15 de juny. Va fer volar el Flyer el 8 d'agost, a Hunaudières, en presència d'un centenar de persones, després al camp d'Auvours, a Champagné, prop de Le Mans, on l'avió va ser allotjat pels germans Amédée i Léon Bollée.
L'avenç dels Wright en el camp del pilotatge, especialment en el domini dels girs, es farà evident durant aquests vols. «Els espectadors que havien aguantat la respiració veient Farman fent els seus immensos girs plans van veure Wilbur realitzar vuits ajustats amb una mica de pressió». Aquesta serà una revelació per als francesos que dubtaven fortament de la realitat dels vols de Wright. Paul Tissandier, futur pilot estudiant de Wright, serà el seu passatger el 28 de setembre: «És realment increïble, dirà. Els detractors dels germans Wright immediatament canviarien d'opinió si poguessin... com jo ara mateix, volar en aquesta admirable màquina».
Entre els que són testimonis dels vols: Louis Blériot i René Gasnier, membres de l'Aéro-Club de France, Paul Cornu i Ponton d'Amécourt, pioners de l'helicòpter. A l'octubre, destacar entre el públic els aviadors Henri Farman, Léon Delagrange, Robert Esnault-Pelterie, René Gasnier. L'aviador Ernest Zens serà el primer passatger francès de Wilbur Wright al camp d'Auvours (15 de setembre de 1908), i Alice Javal la primera passatgera el 9 octubre.

#### 1909, any clau
Un any després, la situació ja no és la mateixa; els francesos (i Curtiss als Estats Units) han fet grans progressos. La fórmula clàssica d'avió, motor davanter i cua posterior (Blériot, Antoinette), va començar a imposar-se. Els Wright estaven convençuts que havien inventat l'avió però el 1909, el seu avió ja no era al centre. Durant la Great Champagne Aviation Week, els avions Wright van obtenir només resultats mitjans, deixats enrere pels avions Curtiss, Voisin, Farman i Antoinette. A banda de la seva aportació essencial, és a dir, la tècnica de control dels tres eixos (aconseguida l'any 1902 i que és objecte de la seva patent de 1906), la configuració de la màquina conservada pels Wright va mostrar els seus límits. Absorbits des de 1906 per la seva Guerra de patents, i quedant voluntàriament al marge de qualsevol demostració aèria malgrat els consells de Chanute, es van quedar atrapats en el seu concepte inicial i no van fer cap progrés.
L'aviació progressarà sense ells: el 1911, el model A de Wright de 1908 ja era un model de museu; el 1915 el Wright Model K, la cua posterior i les hèlixs al davant, ja no tenia res a veure amb el Flyer de 1908.

## Primera escola de vol del món, a Pau

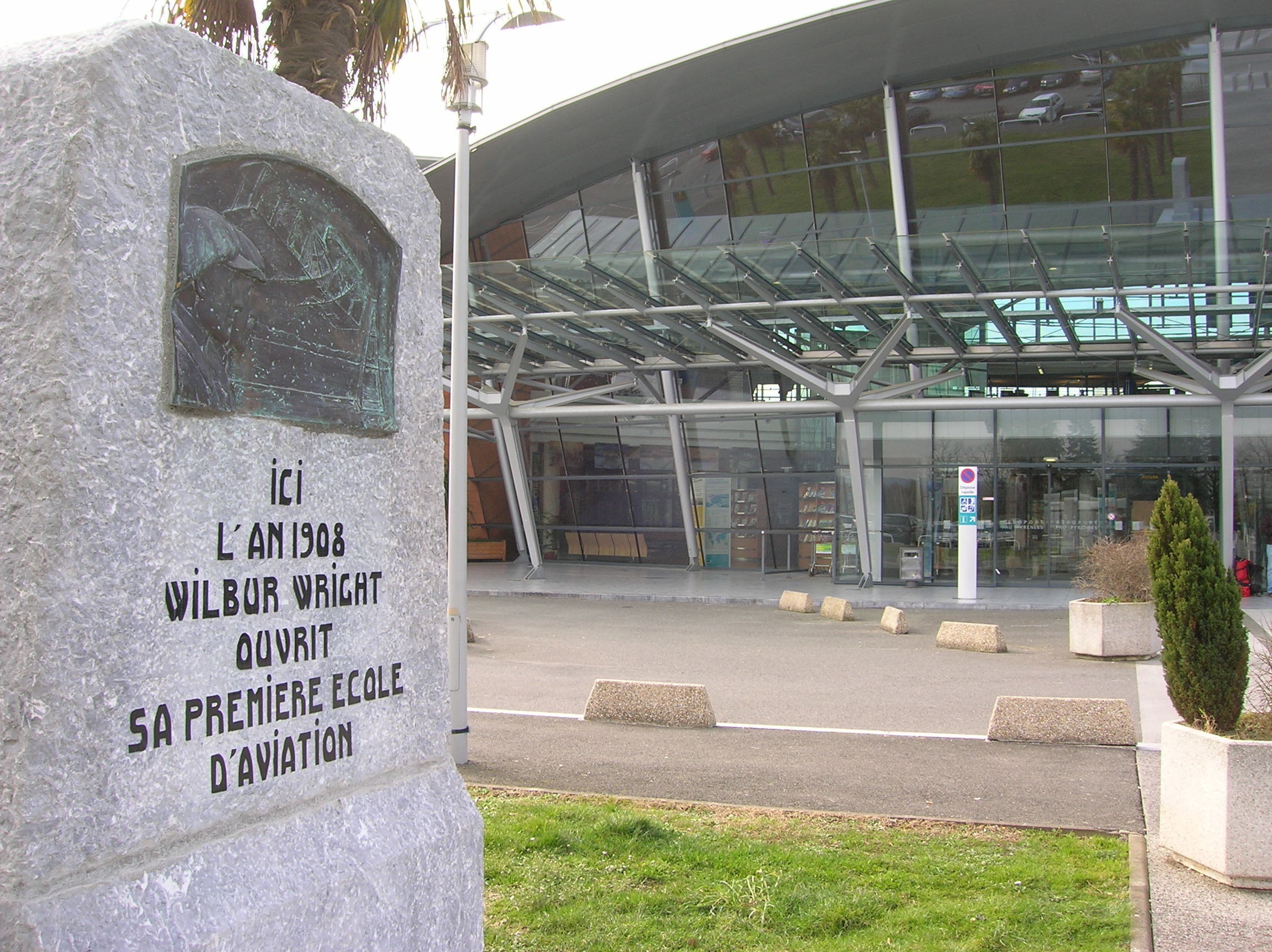
Estela en nom de la primera escola de vol del món, davant de l'aeroport de Pau-Pyrénées

Dos estudiants pilots francesos van començar la seva formació amb el Flyer a la tardor de 1908 al campament d'Auvours amb Wilbur Wright: es tracta del comte Charles de Lambert i del capità Lucas-Girardville, del parc aerostàtic de Chalais-Meudon.
L'entrenament avança lentament a causa de les condicions aerometeorològiques desfavorables, a Le Mans, a la tardor de 1908, Wilbur Wright va acceptar la proposta del Comitè d'Aviació de Pau de continuar els vols al aiguamoll de Pont-Long, prop de Pau. De fet, les condicions aerològiques hivernals són generalment favorables, com ho demostren les prospeccions (realitzades pel D Meunier durant diversos anys) que es presenten a Wilbur Wright.
L'1 de gener, l'aviador estatunidenc va començar els seus preparatius per a la sortida. El Flyer serà desmuntat i enviat a Pau. Junt amb Orville, convalescent després del seu accident a Fort Myer, Wilbur va organitzar la represa de les seves activitats el gener de 1909, a Pau. Va reprendre els seus vols el 3 de febrer de 1909, a Pont-Long, on va posar les bases de l'escola de vol continuant la formació de Charles de Lambert i del capità Lucas-Girardville, als quals es va afegir Paul Tissandier, que va començar.
A principis de març de 1909, a Pau-Pont Long, l'aviador estatunidenc va completar la formació de Paul Tissandier, a qui els germans Wright van transferir la responsabilitat de la Wright Flight School.
Wilbur Wright fa una demostració de vol davant del rei Alfons XIII d'Espanya que visita França a Pau, fent un vol en solitari de 28 minuts, després un vol de 13 minuts amb el comte de Lambert. El sobirà va voler obrir una escola de vol a Madrid.
Després de la marxa definitiva dels germans Wright (Wilbur va abandonar França el 24 de març de 1909), l'escola Wright va continuar la seva activitat fins al 1910 sota la direcció de Paul Tissandier. Ell, al seu torn, portarà des d'Angers el seu primer alumne, l'aeronauta i aviador René Gasnier. Aquest últim va obtenir la seva llicència de pilot el 8 de març de 1910.
Paul Tissandier també entrenarà el capità Albert Etévé, el capità Largier i el comte E a l'avió Wright A. Malynsky.
El 13 de novembre de 1908, Wilbur Wright va guanyar el premi a l'alçada del Sarthe; supera fàcilment els 30 m imposats, arribant als 45, i després als 60 m d'altitud.
El 31 de desembre de 1908, Wilbur Wright va volar per última vegada a Auvours durant dues hores, vint minuts i vint-i-tres segons. Va recórrer una distància de 124,7 km i va guanyar la Copa Internacional Michelin.

### La primera foto de l'avió
L'hauria pres el Sr. Bonvillain, de la casa Pathé, a Auvours.

### La Companyia Wright
Després d'altres manifestacions a Itàlia, els germans Wright van tornar als Estats Units el maig de 1909 i van fundar la «Companyia Wright» a Dayton; és la primera instal·lació aeronàutica als EUA. Però el disseny dels seus models no ha evolucionat gaire; ara està obsolet. Els germans Wright hauran de modificar els seus models. De 1910 a 1915 van produir 13 models, en total uns 120 avions.
Wilbur Wright va morir de tifoide el 1912; El 1915, Orville va vendre la Wright Company a inversors de Nova York. Més tard es fusionaria amb la «Companyia Glenn L. Martin» per formar la «Wright-Martin». Actualment sobreviu a la Curtiss-Wright Corporation.
Orville Wright va rebre la medalla Franklin el 1933. Va morir el 1948.

## Homenatges
- (11246) Orvillewright i (11247) Wilburwright, asteroides.
- Wright (lluna), lluna anomenada en honor dels dos germans.
- En memòria d'aquests dos pioners de l'aviació, els estudis Disney van nomenar Wilbur i Orville dos albatros dels dibuixos animats Els rescatadors i Bernard i Bianca al país dels cangurs .
- En col·laboració amb la ciutat de Kitty Hawk (Estats Units), població on els germans Wright van fer el seu primer vol, la localitat de Coulaines, a Sarthe, va construir una rèplica de l'hangar que es va utilitzar en la fabricació del Flyer per al centenari de el primer vol d'aquest últim. Aquest hangar, situat al recinte esportiu de la població, és utilitzat pel club esportiu de patinatge.
- Els germans són a la pel·lícula de Frank Coraci La volta al món en vuitanta dies.
- El Monument als germans Wright, un monument art déco perimòrfic es va erigir en el seu honor el 1932 a Kill Devil Hills, Carolina del Nord, lloc del primer vol de 1903.
- Es troben entre les personalitats de les quals John Dos Passos va escriure una breu biografia, dins de la seva trilogia .
- El lloc marcià on es va dur a terme el primer vol motoritzat en un altre lloc que no fos a la Terra amb l'helicòpter drone Ingenuity rep el nom de la NASA com el camp dels germans Wright.
- Els germans Wright són en un vídeo Epic Rap Battles of History on s'enfronten als Germans Mario i Luigi.
- A Animal Crossing: New Horizons, els dos dodos de les aerolínies es diuen Wilbur i Orville.
- Un amfiteatre de l'ISAE-SUPAERO, una important escola d'enginyeria aeronàutica i espacial, porta el nom dels germans Wright.
- A Arknights, el personatge de Kristen Wright comparteix, a més del seu nom, altres semblances amb els germans Wright, en particular la seva condició de pionera en el camp de l'aeronàutica de la seva època.

## Bibliografiа
- Tara Dixon-Engel; Jackson, Mike. Sterling Publishing Company, Inc.. The Wright Brothers: First in Flight, 2007. ISBN 978-1-4027-4954-4.
- Anderson, John D. Johns Hopkins University Press. Inventing Flight: The Wright Brothers and Their Predecessors, 2004. ISBN 978-0-8018-6875-7..
- Ash, Russell. Wayland. The Wright Brothers, 1974. ISBN 978-0-85340-342-5..
- Chmiel, Louis. Ohio, Home of the Wright Brothers: Birthplace of Aviation, 2013. ISBN 9780615800714.
- Ciampaglia, Giuseppe. IBN Editore. I Fratelli Wright e le loro macchine volanti, 1993.
- Combs, Harry with Martin Caidin. Ternstyle Press Ltd. Kill Devil Hill: Discovering the Secret of the Wright Brothers, 1979. ISBN 978-0-940053-01-4..
- Crouch, Tom D. W. W. Norton & Company. The Bishop's Boys: A Life of Wilbur and Orville Wright, 2003. ISBN 978-0-393-30695-8..
- Howard, Fred. Ballantine Books. Wilbur And Orville: A Biography of the Wright Brothers, 1988. ISBN 978-0-345-35393-1..
- Howard, Fred. Dover Publications, Inc. Wilbur And Orville: A Biography of the Wright Brothers, 1998. ISBN 978-0-486-40297-0.
- McCullough, David. Simon & Schuster. The Wright Brothers, 2015. ISBN 9781476728742. OCLC 897424190.
- McPherson, Stephanie Sammartino; Joseph Sammartino Gardner. Carolrhoda, Inc. Wilbur & Orville Wright: Taking Flight, 2004. ISBN 978-1-57505-443-8.
- Mortimer, Gavin. Walker. Chasing Icarus: The Seventeen Days in 1910 That Forever Changed American Aviation, 2009. ISBN 978-0-8027-1711-5..
- Tobin, James. Simon & Schuster. To Conquer The Air: The Wright Brothers and the Great Race for Flight, 2004. ISBN 978-0-7432-5536-3..
- Walsh, John E. Ty Crowell Co. One Day at Kitty Hawk: The Untold Story of the Wright Brothers, 1975. ISBN 978-0-690-00103-7..
- Wright, Orville. Dover Publications. How We Invented the Airplane, 1988. ISBN 978-0-486-25662-7..
- Yenne, Bill. Bison Books. Lockheed, 1987. ISBN 978-0-690-00103-7..